# Clara Mathilda Faisst
Clara Mathilda Faisst   (Karlsruhe, 22 de juny de 1872 - Karlsruhe, 22 de novembre de 1948) fou una pianista, compositora i escriptora alemanya.

## Primers anys de vida
Clara Faisst va néixer a Karlsruhe, Baden, la petita dels sis fills d'August i Emma Faisst. El seu pare va morir quan ella tenia un any. Els seus propers la consideraven tranquil·la i somiadora de petita. Faisst va patir mala salut durant la major part de la seva infància.

## Educació
La seva formació musical va començar quan va entrar a l'escola. Va rebre formació musical al conservatori Gran Ducal de Karlsruhe fins al 1894. Amb set anys, va ser l'estudiant més jove mai ensenyada pel concertista Carl Will. Va continuar els seus estudis a l'Acadèmia Reial de Música de Berlín fins al 1896. L'alumne de Clara Schumann, Ernst Rudorff, li va ensenyar piano. Woldemar Bargiel (germà de mare de Clara Schumann) també li va ensenyar la teoria del contrapunt i la composició. El compositor berlinès Robert Kahn li va ensenyar piano i teoria musical. El seu professor més conegut va ser Max Bruch (1838–1920) que li va ensenyar composició. Va romandre en correspondència amb Bruch durant la major part de la seva vida. Claraz va compondre la partitura de Cinc cançons per a veu i piano, per a la qual Max Bruch va escriure la lletra. Paral·lelament, Clara començà a escriure poesia durant la seva etapa a la universitat.

## Carrera
Immediatament després de graduar-se el 1896, va emprendre una llarga gira de concerts amb composicions pròpies i de d'altres compositors per Alemanya i Suïssa. Faisst va tornar a la seva ciutat natal de Karlsruhe el 1901. Es va guanyar la vida com a compositora, professora, poeta i pianista. Les seves composicions i interpretació d'obres per a piano van cridar l'atenció del públic. Les seves obres vocals i instrumentals es van interpretar públicament a Karlsruhe abans de la Segona Guerra Mundial. Les seves composicions contenen melodies molt expressives i una rica harmonia que recorda el romanticisme tardà. Va auto-publicar la major part de la seva obra. Va compondre peces per encàrrec de diverses botigues de música de Karlsruhe. Vint de les seves cançons es van publicar com a suplements musicals de revistes. Va compondre un gran nombre d'obres, amb 33 números d'opus.
Durant la Segona Guerra Mundial, Faisst va dirigir concerts domèstics. Va ser una compositora prolífica, produint més d'un centenar d'obres, incloent-hi balades, peces corals i sonates per a violí i piano. Va mantenir correspondència amb Albert Schweitzer i els dos es van fer bons amics. Faisst mai es va casar i va morir a Karlsruhe als setanta-sis anys. Com que no tenia família, les seves pertinences es van treure al carrer com a escombraries, però algunes de les seves cartes i de les seves partitures van ser rescatades i conservades.

## Obres
Les obres seleccionades inclouen:
- Adagio Consolante (1902)
- Sonata per a violí (publicada el 1912)[5]
- Präludium im gotischen Stil, Op. 28
- Sieben Lieder aus des Knaben Wunderhorn, Op. 10
- Vier Lieder für eine Singstimme mit Pianoforte (Op. 16 i Op. 17 junts)[6]

Faisst va ser l'autor del text Hörst du den Ton? publicat el 1924.